# 한국어의 역사
한국어의 전통적인 시대 구분은 다음과 같다:
- 고대 한국어 (~918년):한국어가 가장 일찍 문증된 시기부터 통일신라의 분열기까지. 많은 작가들은 삼국시대 신라의 몇몇 비문을 포함하기도 한다. 고구려어, 백제어, 가야어, 신라어등이 서로 다른 언어였는지, 한국어의 방언이었는지에 대해서는 전문가 사이에 의견이 일치되어 있지 않다. [3]
- 중세 한국어 (918–1600년):수도가 한반도 동남쪽의 금성에서 개성으로 옮겨간 고려시대(918~1392)부터  임진왜란이전의 조선시대까지. 중세 한국어를 두 왕조 시대에 따라  각각 전기와 후기 중세 한국어로 나누기도 한다. 이른 후기 중세 한국어 시기인 1446년에 한글이 창제되었는데, 한글은 한국어 문서의 문자체계를 변화시켰다.
- 근대 한국어 (1600~1900)
- 현대 한국어 (20세기 초~현재)

남풍현은 고대 한국어와 중세 한국어의 구분 시기를 여몽전쟁시기로 할 것을 주장하였다.
그는 이렇게 해서 늘어난 고대 한국어를 전기(삼국시대), 중기(통일신라시대), 후기(고려초기)의 세 시대로 세분한다.

## 기원
현대 한국어와 제주어는 핵심 한국어족을 이룬다. 일본어족과의 관계에 대해 논쟁이 있지만, 현재는 대부분의 언어학자들이 두 어족 사이의 관계를 인정하지 않는다.
다른 이론으로는 알타이 제어가설과 드라비다-한국어족가설이 있지만, 둘 다 인정되지 않거나 비주류 이론으로 취급된다.
하워 헐버트는 자신의 1906년 책 "한국의 역사"에서 한국어가 우랄알타이어족에 포함된다고 주장하였다. 한국어를 알타이어족으로 분류하는 이론은 1928년 구스타프 존 람스테트가 처음 주장했지만, 알타이 어족 내에서도 한국어와 일본어의 위치는 명확하지 않다. 언어학자 사무엘 마틴, 로아 앤드루 밀러와 세르게이 스태로스틴은 가능한 한국어-일본어 분류법을 제안했다. 알렉산더 보빈과 같은 다른 언어학자들은 한국어와 일본어의 유사성을 지리적 인접성에 의한 언어동조대로 생각한다.

## 고대 한국어
고대 한국어는 삼국에 경계에 맞추어 여러 방언으로 나뉘었으리라고 추측된다. 이 중 신라어가 7세기의 삼국 통일과 이로 인한 정치적 지배로 인해 가장 잘 문증된다,
고대 한국어는 한자를 이용한 구결, 이두, 향찰로 기록되었다.
신라의 문학작품은 고려시대에 기록되어 일부만 전해 내려오며, 현재 발견된 삼국 시대의 한국어 기록은 대개 비석에 쓰였다. 이 때문에 삼국의 언어는 관공서명이나 지명, 한국 한자음 연구를 통해 조사되고 있다.
고대 한국어가 성조 언어였는지는 분명하지 않다. 

## 중세 한국어

중세 한국어를 기록한 훈민정음 언해

중세 한국어는 한자와 한글을 사용하여 기록되었다. 고려가 도읍을 개성으로 옮기면서, 이 시기의 중앙어는 개성과 한성의 방언이었다.
이 시기의 한국어를 담은 외국의 기록으로는 1103년 송나라 작가 孫穆가 기록한  계림유사가 있다.  계림유사에는 고려시대의 한국어 단어 수백 개가 한자를 이용하여 기록되어 있고, 전기 중세 한국어에 대한 유일한 자료이지만, 한자를 이용하여 기록하였기에 정확한 당시 한국어 발음을 나타내지 못한다는 한계점이 있다.
중세 한국어는 성조 언어였다. 

## 현대 한국어
한국 전쟁이 일어나고 한반도가 분단되면서, 발음, 동사 활용, 단어 등 한국어의 남북 간 차이가 생겨났다.

## 참고 문헌
- Cho, Sungdai; Whitman, John (2019), 《Korean: A Linguistic Introduction》, Cambridge University Press, ISBN 978-0-521-51485-9.
- Kim, Mu-rim (김무림) (2004), 《국어의 역사 (Gugeo-ui yeoksa, History of the Korean language)》, Seoul: Hankook Munhwasa, ISBN 89-5726-185-0.
- Lee, Iksop; Ramsey, S. Robert (2000), 《The Korean Language》, SUNY Press, ISBN 978-0-7914-4831-1.
- Lee, Ki-Moon; Ramsey, S. Robert (2011), 《A History of the Korean Language》, Cambridge University Press, ISBN 978-1-139-49448-9.
- Nam, Pung-hyun (2012), 〈Old Korean〉,   Tranter, Nicolas, 《The Languages of Japan and Korea》, Routledge, 41–72쪽, ISBN 978-0-415-46287-7.
- Ogura, S. (1926), “A Corean Vocabulary”, 《Bulletin of the School of Oriental Studies》 4 (1): 1–10, JSTOR 607397.
- Sohn, Ho-Min (1999), 《The Korean Language》, Cambridge: Cambridge University Press, ISBN 978-0-521-36123-1.
- Vovin, Alexander (2017), 〈Origins of the Japanese Language〉, 《Oxford Research Encyclopedia of Linguistics》, Oxford University Press, doi:10.1093/acrefore/9780199384655.013.277.
- Whitman, John (2015), 〈Old Korean〉,   Brown, Lucien; Yeon, Jaehoon, 《The Handbook of Korean Linguistics》, Wiley, 421–438쪽, ISBN 978-1-118-35491-9.
- Yong, Heming; Peng, Jing (2008), 《Chinese lexicography: a history from 1046 BC to AD 1911》, Oxford University Press, ISBN 978-0-19-156167-2.